# 隼駅
隼駅（はやぶさえき）は、鳥取県八頭郡八頭町見槻中字立縄にある、若桜鉄道若桜線の駅。

## 歴史
- 1930年（昭和5年）
  - 1月20日：鉄道省若桜線が郡家駅 - 当駅間で開業すると同時に設置[1]。当初は終着駅だった[1]。旅客・貨物の取扱を開始[2]。
  - 12月1日：若桜線が若桜駅まで延伸され、中間駅となる[1]。
- 1961年（昭和36年）9月23日：一般運輸営業を廃止し、旅客・荷物・小口扱い貨物を取り扱う駅となる[2]。
- 1962年（昭和37年）4月20日：業務委託駅となる（日本交通観光社に委託）[3]。
- 1974年（昭和49年）11月1日：荷物扱い廃止[4]。駅員無配置駅となる[5]。
- 1987年（昭和62年）
  - 4月1日：国鉄分割民営化により、西日本旅客鉄道の駅となる[2]。
  - 10月14日：若桜線の第三セクター化により、若桜鉄道の駅となる[1][6]。
- 2008年（平成20年）7月23日：国の登録有形文化財に登録される[7][8]。
- 2012年（平成24年）8月5日：韓国の韓国鉄道公社の池灘駅と姉妹提携を締結[9]。

## 駅構造
若桜方面に向かって右側に単式1面1線のホームを持つ地上駅（停留所）。便所は改札外に男女共用の水洗式便所がある。駅本屋およびプラットホームは1929年（昭和4年）の建築であり、2008年（平成20年）には国の登録有形文化財に登録された。
無人駅ではあるものの、駅前の商店に乗車券の販売が委託されているため、簡易委託駅の扱いを受ける。なお詳細は後述するが、駅事務室部分は売店に転用されている。

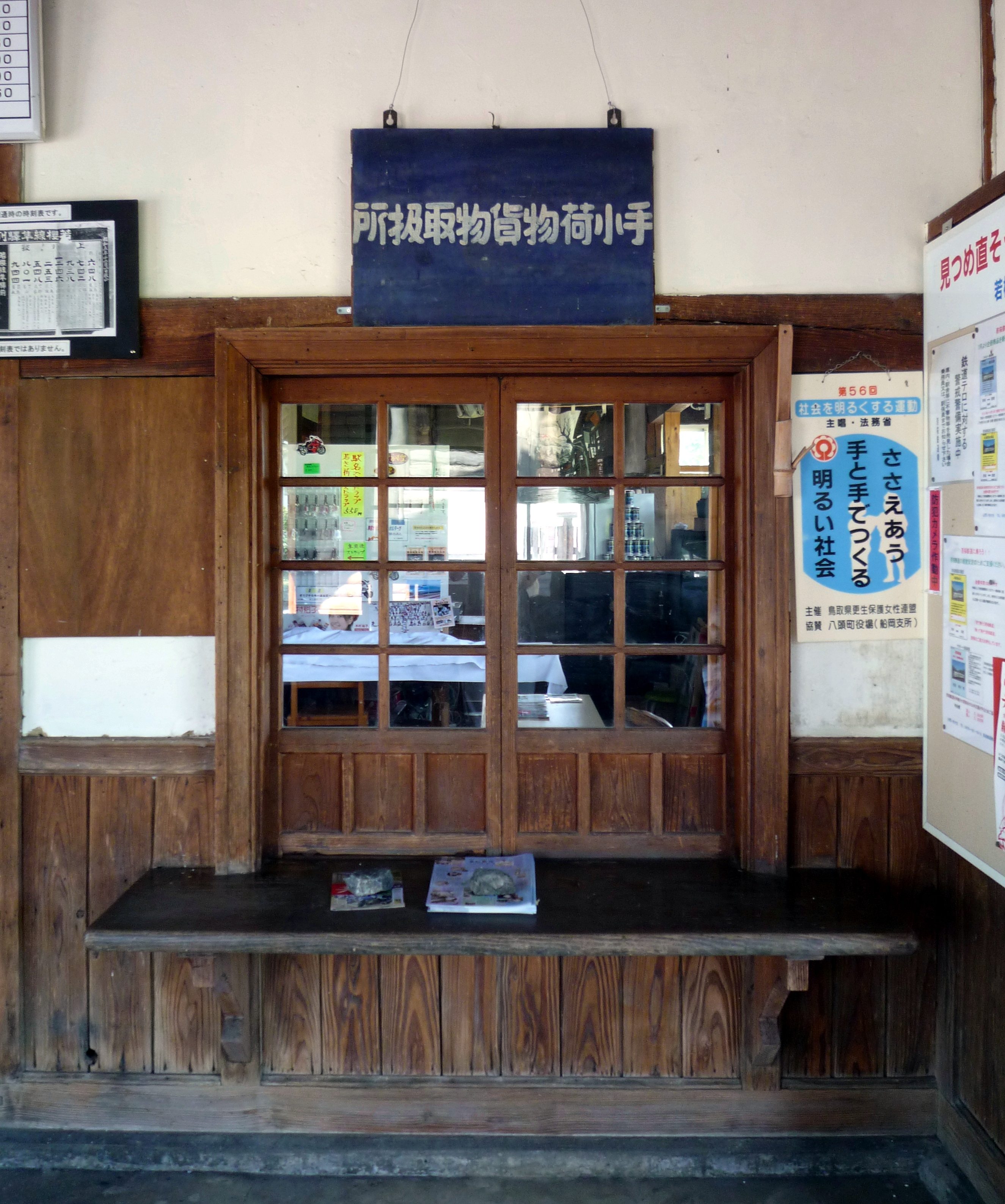
手小荷物貨物取扱所を再現したもの（2010年8月）
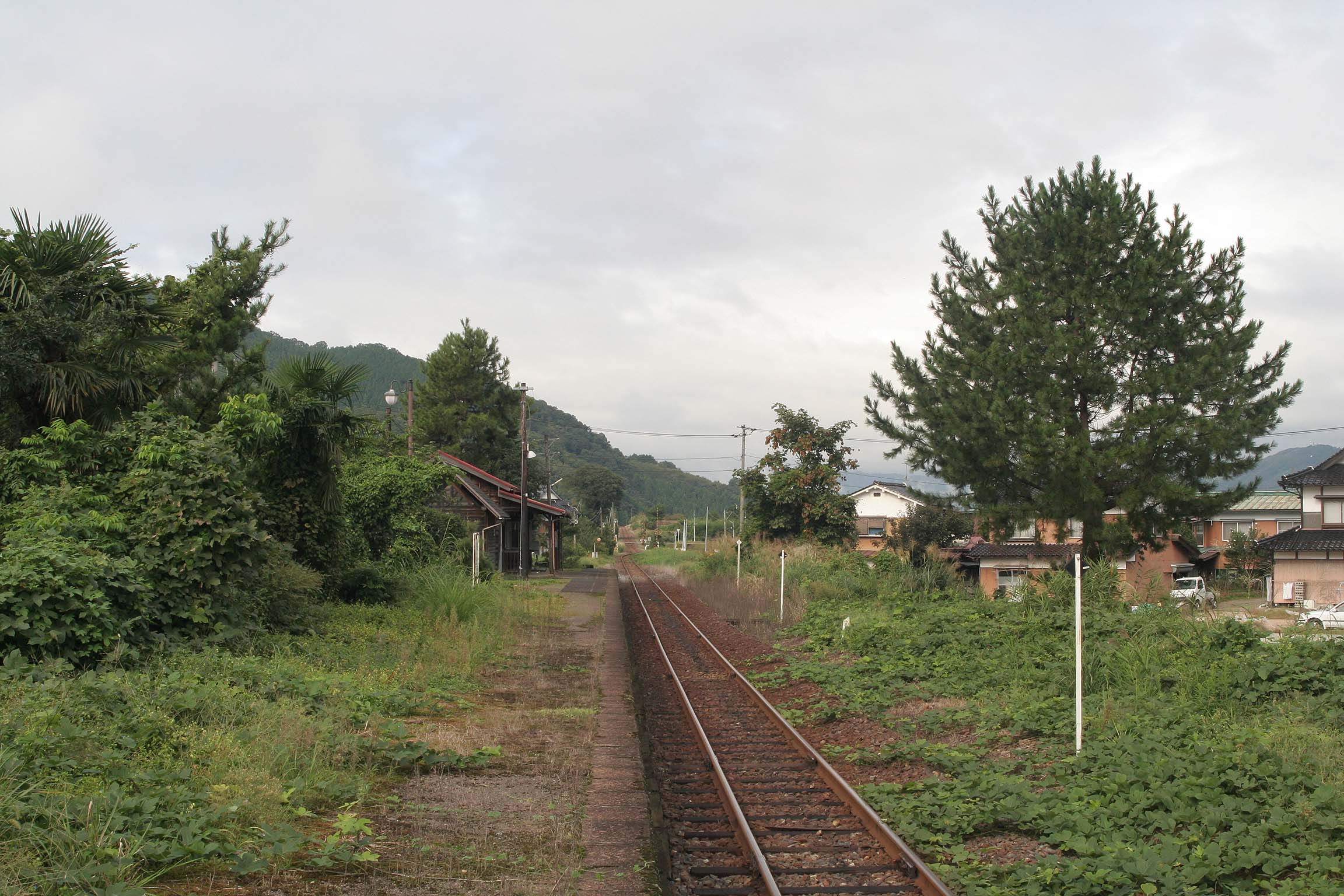
構内（2007年10月、電気機関車と客車を設置する前）
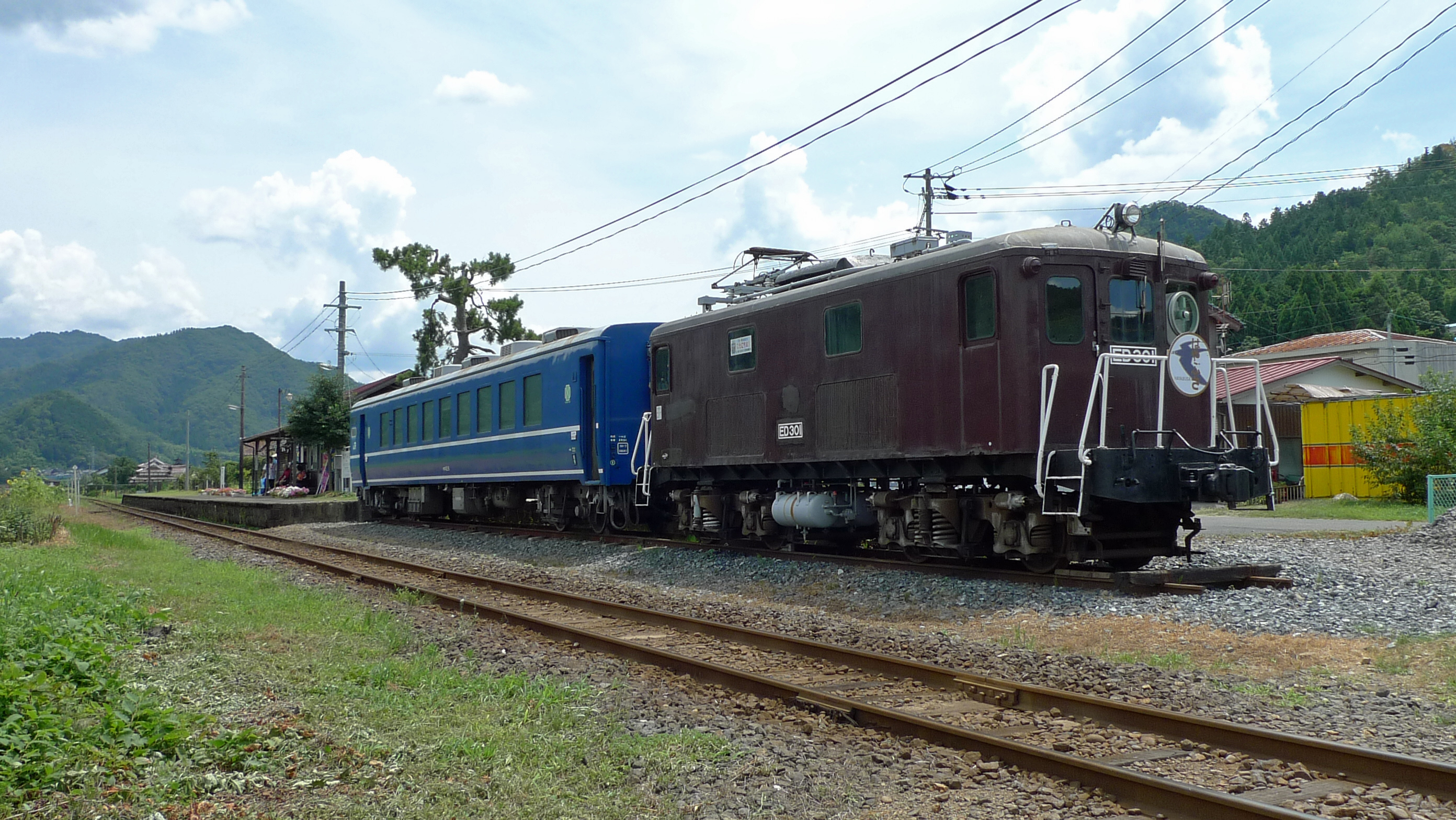
構内（2011年8月、電気機関車と客車を設置した後）

## 利用状況
1日の平均乗降人員は以下の通りである。
| 乗降人員推移 | 乗降人員推移 |
| 年度         | 1日平均人数  |
| ------------ | ------------ |
| 2011年       | 29           |
| 2012年       | 28           |
| 2013年       | 38           |
| 2014年       | 35           |
| 2015年       | 38           |
| 2016年       | 42           |
| 2017年       | 48           |
| 2018年       | 45           |

## 駅周辺
- 隼Lab. - 2017年3月に閉校した隼小学校を活用して、同年12月にオープンしたコミュニティ複合施設。
- 国道482号
- 鳥取県道302号大坪隼停車場線

## イベント
下記のように、『月刊ミスターバイク』誌（モーターマガジン社）の企画をきっかけに、本駅の名称とスズキ・GSX1300Rハヤブサとを掛け合わせる形でのイベント展開やライダーのための環境整備などが行われている。

### 隼駅まつり
2009年より、毎年8月8日ごろに開催されている。主催は地元有志をはじめとする「隼駅を守る会」。バイクのライダーおよび鉄道ファンが全国から集まり、地元の特産品販売や伝統芸能のステージが行われる。また自動車メーカーのスズキが毎回協賛しており、グッズ販売などのイベントを行っている。
きっかけとなったのは、バイク専門誌『月刊ミスターバイク』の2008年8月6日発売号。「8月8日はハヤブサの日」と銘打ち、スズキの大型バイク「スズキ・GSX1300Rハヤブサ」オーナーに「隼駅に集まろう」と呼びかけた。発売から2日後にもかかわらず当日は7台のバイクが集まり、以来、ハヤブサ乗りの聖地として隼駅にはライダーが集まるようになった。
近所の住民は荒れていた駅前を整備して、集まる旅人をもてなした。また若桜鉄道がスズキ本社の協力を受け、駅にハヤブサのポスターを掲示。「地域おこしにつなげては」との町役場からの助言も得て、2009年3月に「隼駅を守る会」が設立された。
- 2009年8月8日、第1回「8・8隼駅まつり」開催。250台のバイクが集まった[12]。元レーサーの北川圭一も愛車のハヤブサで来場し飛び入り参加した[14]。
- 2010年8月8日、第2回「8・8隼駅まつり」開催。駅近くの隼小学校が会場となり、600台を超えるバイクが集まった[7]。会場ではスズキの試乗キャラバンが行われ、北川圭一もゲストとして参加した[15]。
- その後、2011年8月7日開催の第3回は参加者の増加に対応するために会場は町内の竹林公園に移り、300台を超えるバイクが集まった[16][17]。さらに、2012年8月5日開催の第4回では500台[18]、2013年8月11日開催の第5回では700台[19]、2015年8月9日開催の第7回では1200台のバイクが集まっている[20]。

### その他
- 2010年4月、駅舎内に売店「把委駆（バイク）」がオープンし、隼駅グッズをはじめとする鉄道グッズ、スズキ公認のハヤブサグッズ、「聖地巡礼之証」を販売している[7]。専用記念スタンプもある[12]。
  - 売店は原則として土日のみの開店[7]。冬季休業あり。一部のグッズは若桜駅でも購入できる。
- 2010年11月25日、ライダーハウスに使用するため、ホーム脇の引き込み線に北陸鉄道から電気機関車（ED301）を譲受・設置[21]。その後2011年1月16日にお披露目イベントが開催された[22][23]。
- 2011年7月7日にはJR四国高知運転所所属だったオロ12 6が搬入され上記の機関車と連結。第3回隼駅まつりの前日となる8月6日にお披露目会が行われた[24]。同車は夜行列車「ムーンライト松山」「ムーンライト高知」に使用されていたことから「ムーンライトはやぶさ」と命名された[24][25]。車内は同様にライダーハウスとして使用されている[24]が、現役時より座席を取り外した上でカーペット敷きにし5区画のセパレーションを取り付ける改造を受けていたため、特に手を加えられることなく活用されている。
  - 当初はJR九州の寝台特急「はやぶさ」の車両を誘致する計画であったが、この車両はJR九州が周遊型夜行列車に使用するため、JR四国の車両に変更された[26]。
- 2016年3月20日、スズキの協力で「隼ラッピング列車」運行開始。当駅 - 八東駅間で併走パレードが行われた。大型バイクのラッピング広告および併走パレードは共に日本初となる[27][28]。

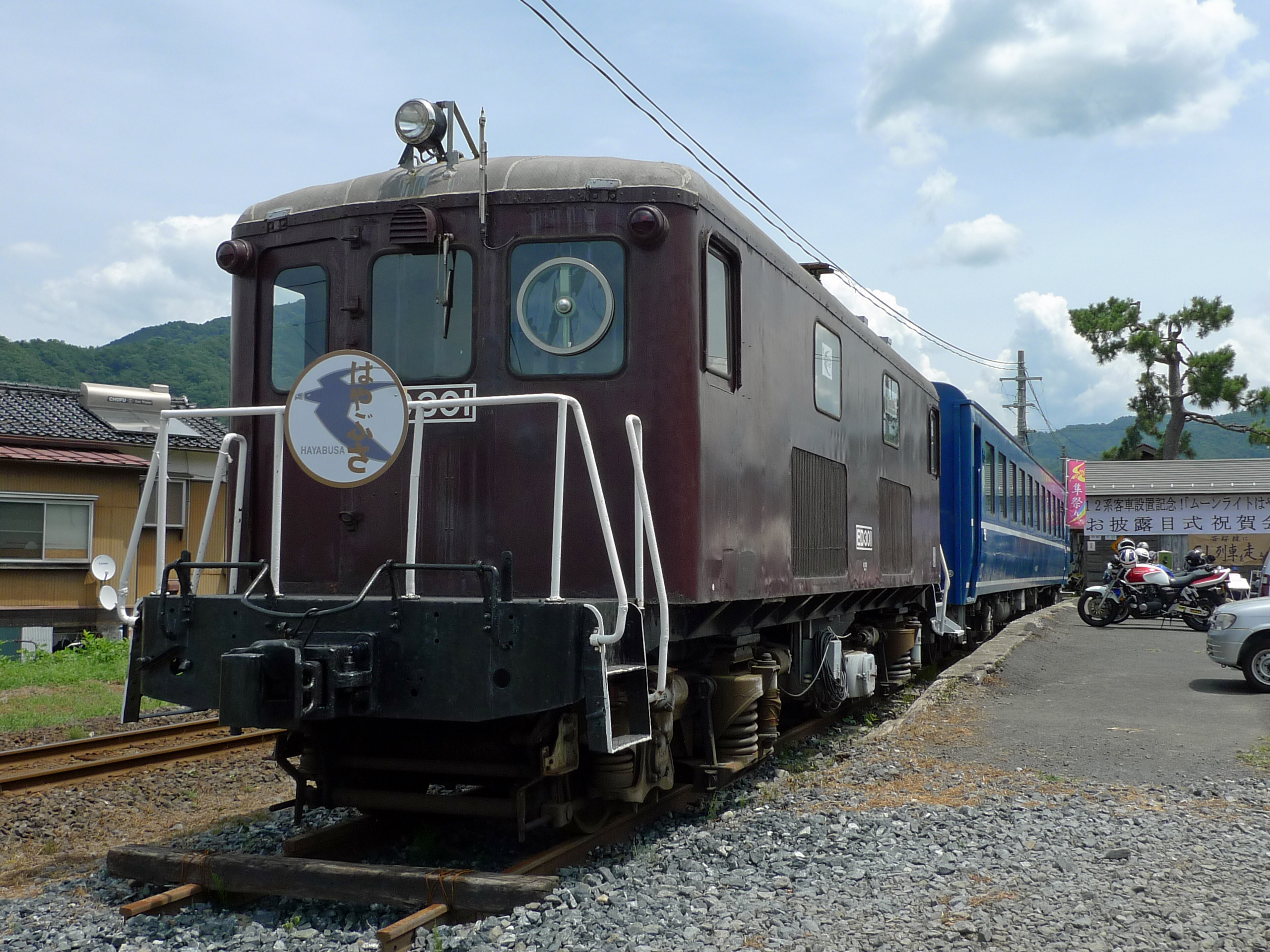
隼祭開催日にお披露目された北陸鉄道ED301（2011年8月）
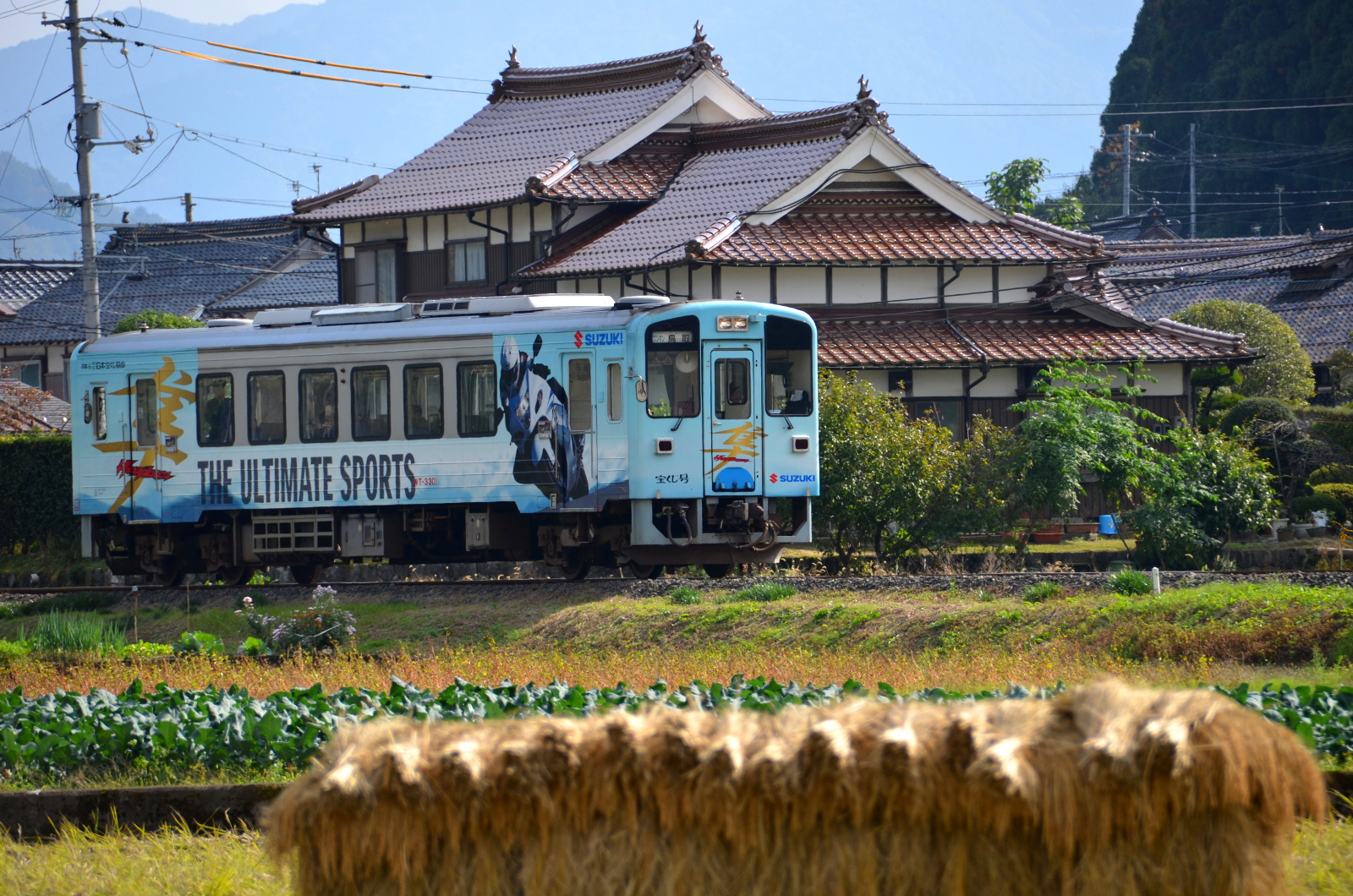
隼ラッピング列車(2016年11月)

## 隣の駅
若桜鉄道
■若桜線
因幡船岡駅 - 隼駅 - 安部駅